# Otis Orchards-East Farms
Otis Orchards-East Farms és una concentració de població designada pel cens dels Estats Units a l'Estat de Washington. Segons el cens del 2000 tenia 6.318 habitants.

## Demografia
Segons el cens del 2000, Otis Orchards-East Farms tenia 6.318 habitants, 2.110 habitatges, i 1.742 famílies. La densitat de població era de 303 habitants per km².
Dels 2.110 habitatges en un 43,6% hi vivien nens de menys de 18 anys, en un 67,4% hi vivien parelles casades, en un 10% dones solteres, i en un 17,4% no eren unitats familiars. En el 13,5% dels habitatges hi vivien persones soles el 3% de les quals corresponia a persones de 65 anys o més que vivien soles. El nombre mitjà de persones vivint en cada habitatge era de 2,99 i el nombre mitjà de persones que vivien en cada família era de 3,27.
Per edats la població es repartia de la següent manera: un 31,7% tenia menys de 18 anys, un 6,6% entre 18 i 24, un 31,8% entre 25 i 44, un 23,5% de 45 a 60 i un 6,4% 65 anys o més.
L'edat mediana era de 35 anys. Per cada 100 dones de 18 o més anys hi havia 99,4 homes.
La renda mediana per habitatge era de 46.946 $ i la renda mediana per família de 50.457 $. Els homes tenien una renda mediana de 35.926 $ mentre que les dones 24.430 $. La renda per capita de la població era de 17.439 $. Aproximadament el 2,6% de les famílies i el 4,2% de la població estaven per davall del llindar de pobresa.

## Poblacions properes
El següent diagrama mostra les poblacions més properes.